# Фартинг

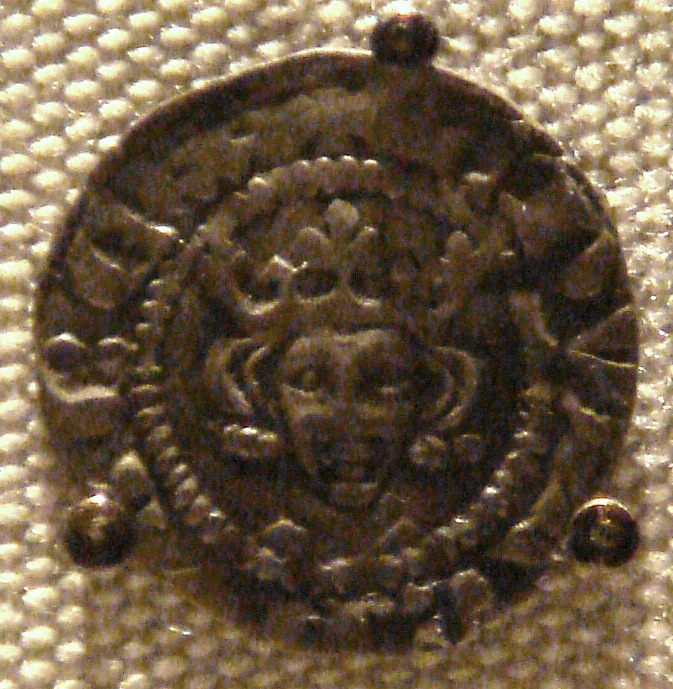
Фартинг Едуарда I.

Фартинг (англ. farthing, від староанглійського feorthung  — четверта частина чогось) — назва британської монети в 1/4 пенні (1/960 фунту стерлінгів). Карбування срібної монети почалось в ХІІІ ст., вагою приблизно 0,36 г. Пізніше карбували мідні, бронзові. Після переходу на десяткову систему у 1971 році фартинг вийшов з обігу.
Фартинги як обігова монета використовувалися на територіях британських колоній та підлеглих територій, які використовували британську грошову систему.

## Історія

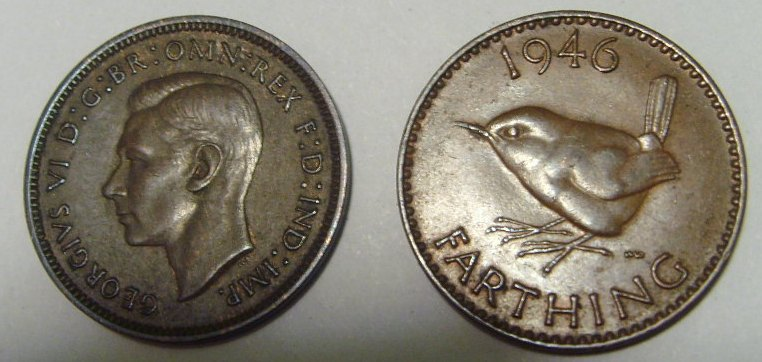
Фартинг Георга VI, 1946

Вперше срібний фартинг карбувався в Англії за часів Едуарда І (1272-1307) вагою в 0,36 г, 
При Едуарді IV (1461-1470 і 1471-1483) вага фартинга знизилася до 0,28 г.
В останній раз срібний фартинг карбувався англійським королем Едуардом VI (1547-1553), вагою в 0,21 г.
Королева Єлизавета I (1558-1603) випустила дуже незвичайну срібну монету номіналом у 3 фартинги, вагою 0,39 г, діаметр монети - 14 мм.
У 1613 році король Яків I (1603-1625) вирішив випустити першу англійську мідну монету - фартинг. Будучи королем Шотландії (Яків об'єднав корони Шотландії та Англії), він уже мав досвід випуску мідних монет у Шотландії,  до того ж мідні монети вже багато років ходили в Європі. Англія в той час знала всього два дорогоцінних металу: золото та срібло, і рішення випустити мідний фартинг далося нелегко. Король не наважився карбувати мідні монети на королівському монетному дворі, і перший мідний фартинг був випущений руками лорда Харрінгтона. Пізніше ліцензію на карбування фартингу отримав лорд Леннокс, потім інші наближені короля. Перші фартинг лорда Харрінгтона були покриті оловом (для імітації срібної монети), їх діаметр становив 12,25 мм.
Пізніше випускали чисто мідні монети діаметром 15 мм.
За часів Республіки фартинг не випускали, однак вони були в обігу по всій країні. Для задоволення попиту населення в дрібних розмінних грошах випускалися приватні монети, токени номіналом фартинг і півпенні.
У 1672 році у новий король Англії Карл II (1660-1685) почав карбувати мідний фартинг на королівському монетному дворі. Фартинг 1672 - 1675 років і 1679 року важили 5,2 - 6,4 г і мали в діаметрі 22-23 мм.
У 1684 - 1692 роках в Англії карбували олов'яний фартинг з невеликою мідною вставкою в центрі монети (це ускладнювало підробку монети). Однак пізніше постала проблема корозії металу, і в 1693 році було відновлено карбування мідних монет.
У XVIII - XIX століттях випуск мідних фартинг тривав, при цьому вага монети коливався в межах 4,5 - 6,2 г, діаметр  21 - 24 мм.

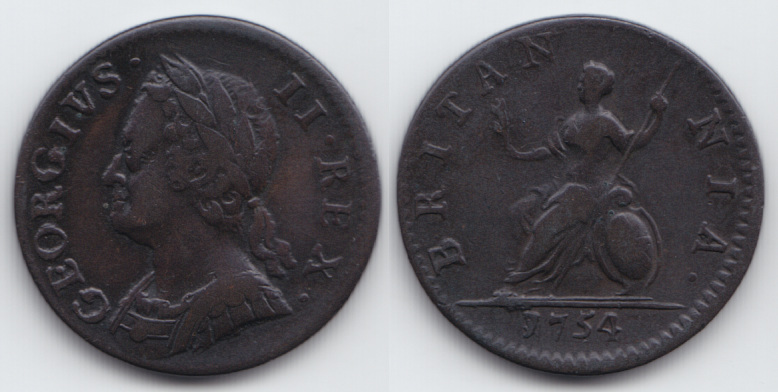
Фартинг, 1754 рік, Велика Британія, Георг II. Мідь, вага 5.3 г.

На рубежі XVIII - XIX століть Велика Британія відчувала великі труднощі з металами для монет, тому, як і в XVII столітті, поширення набули приватні монети - «токени», в тому числі фартинг, їх карбували в 1787 - 1797 роках і знову в 1811 - 1812 роках.

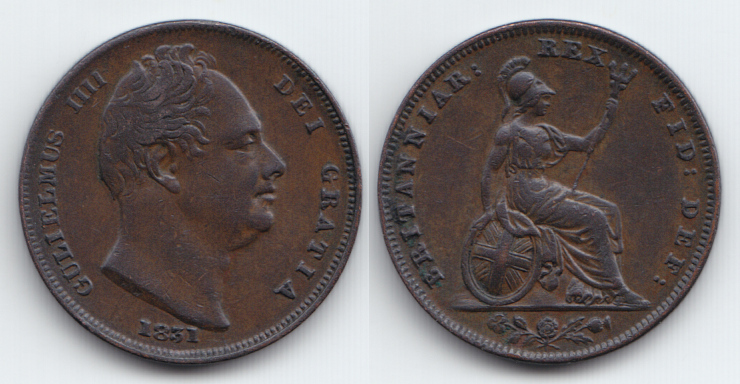
Фартинг, 1754 рік, Велика Британія, Вільгельм IV. Мідь, вага 4.64 г.

З початком відновлення британської монетної системи (1816 рік) монетні двори переключилися на карбування золотих і срібних монет. Перший фартинг був викарбуваний тільки в 1821 році. Монета отримала новий дизайн: тепер  Британія на реверсі дивилася праворуч, а не ліворуч, як раніше. Вага монети в 1821 – 1860 роках становив 4,72 г, діаметр - 22 мм.
З 1860 року фартинги стали випускати з бронзи, нова бронзова монета важила 2,83 г і мала в діаметрі 20 мм. Ці параметри зберігалися аж до припинення карбування фартингу у 1956 році.
З 1897 а фартинг стали тонувати, так як до цього її можна було сплутати з монетою півсоверену (ця практика була припинена в 1918 році).
У ХХ столітті дизайн фартинга змінився мало. Тільки за часів Георга VI (1936 – 1952) на реверсі монети стали зображати невелику пташку волове очко. Це зображення реверсу зберігалося і при Єлизаветі II.
Карбування фартинга було припинено в 1956 році. Законний обіг фартинга припинився 31 грудня 1960 року.
Після переходу Великої Британії в 1971 році на десяткову монетну систему найдрібнішою монетою став півпенні, а після його скасування в 1984 році - пенні, за номіналом в 9,6 разів більше фартинга. Однак через інфляцію його купівельна спроможність зараз вдвічі нижче, ніж у фартинга на момент його виведення з обігу.

## Шотландія та Ірландія
У Шотландії срібний фартинг вагою в 0,44 г вперше випустив Олександр III (1214-1249). За часів Якова III (1460-1488) карбувалися мідні (так звані «чорні») фартинги (англ. Black farthing).
В Ірландії перші срібні фартинги випустив у 1210 році Іоан (англ. John) як лорд Ірландії. 

## Похідні фартинга

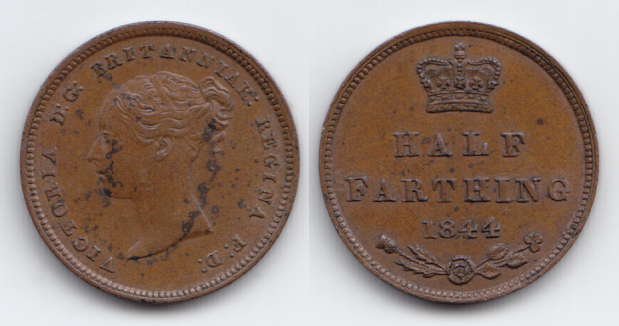
Півфартинга (Half farting), 1844 рік, Вікторія. Мідь, вага 2.41 г.

До 1827 року фартинг був найдрібнішою монетою Великої Британії.
У 1827 – 1913 роках спеціально для Мальти (британської колонії) карбували монету  у третину фартинга (англ. third farthing) - саме так була оцінена колишня мальтійська монета грано після переходу на британську монетну систему.
Монета у третину фартинга карбувалася з міді, важила 1,57 г і мала в діаметрі 16 мм. З 1860 року третину фартинга карбували з бронзи, вона стала важити 0,9 г, діаметр її становив 15 мм.
Монету півфартинга (англ. half farthing) почали карбувати трохи пізніше, ніж третину фартинга, спеціально для Цейлона. Тільки в 1842 році її визнали законним платіжним засобом к Великій Британії. Монета важила 2,4 г і мала в діаметрі 18 мм.
Півфартинга карбували до 1869 року.
У 1839 – 1853 роках спеціально для Цейлону карбували також монети чвертьфартинга (англ. quarter farthing), ця монета ніколи не була законним платіжним засобом в самій Великій Британії. Це була найменша з усіх сучасних британських монет: вона важила 1,2 г і мала в діаметрі 13,5 мм.